# Torres Trango
Las Torres Trango (urdu: ٹرینگو ٹاورز) son un conjunto de torres de roca situadas en Gilgit-Baltistán, en el norte del Pakistán. Las torres ofrecen algunos de los mayores acantilados y las escaladas más difíciles del mundo, y cada año una serie de expediciones de todos los rincones del mundo visitan el Karakoram para escalar el difícil granito de estos acantilados. Están situadas al norte del glaciar Baltoro, y forman parte del Baltoro Muztagh, una subcordillera de la cordillera del Karakoram. El punto más alto del grupo es la cima de la Gran Torre del Trango a 6.286 m, cuya cara este presenta la mayor caída casi vertical del mundo.

## Estructura del grupo
Todas las Torres Trango se encuentran en una cresta, más o menos al noroeste-sureste, entre el glaciar Trango al oeste y el glaciar Dunge al este. El Gran Trango en sí mismo es un gran macizo, con cuatro cumbres identificables: Principal (6.286 m), Sur o Suroeste (6.250 m), Este (6.231 m) y Oeste (6.223 m). Es una compleja combinación de barrancos escarpados de nieve/hielo, paredes rocosas muy empinadas y muros verticales a salientes, coronados por un sistema de crestas nevadas.
Justo al noroeste del Gran Trango está la Trango Tower (6.239 m), a menudo llamada "Torre sin nombre". Es una aguja muy grande, puntiaguda y bastante simétrica que sobresale 1.000 m de la línea de cresta. Al norte de la Torre del Trango hay una aguja de roca más pequeña conocida como "Trango Monk". Al norte de esta aguja, la cresta se vuelve menos rocosa y pierde las grandes paredes de granito que distinguen al grupo de las Torres Trango y que las hacen tan atractivas para los escaladores; sin embargo, las cumbres se hacen más altas. Estas cumbres no suelen considerarse parte del grupo de las Torres Trango, aunque comparten el nombre de Trango. El Trango II (6.237 m) se encuentra al noroeste del Monk, y la cumbre más alta de la cresta, el Trango Ri (6.363 m), se encuentra al noroeste del Trango II.
Justo al sureste del Gran Trango (en realidad una parte de su cresta sureste) está el Trango Pulpit (6.050 m), cuyas paredes presentan dificultades de escalada similares a las del propio Gran Trango. Más al sur está el Trango Castle (5.753 m), el último gran pico a lo largo de la cresta antes del Glaciar Baltoro.

## Historia de las primeras ascensiones

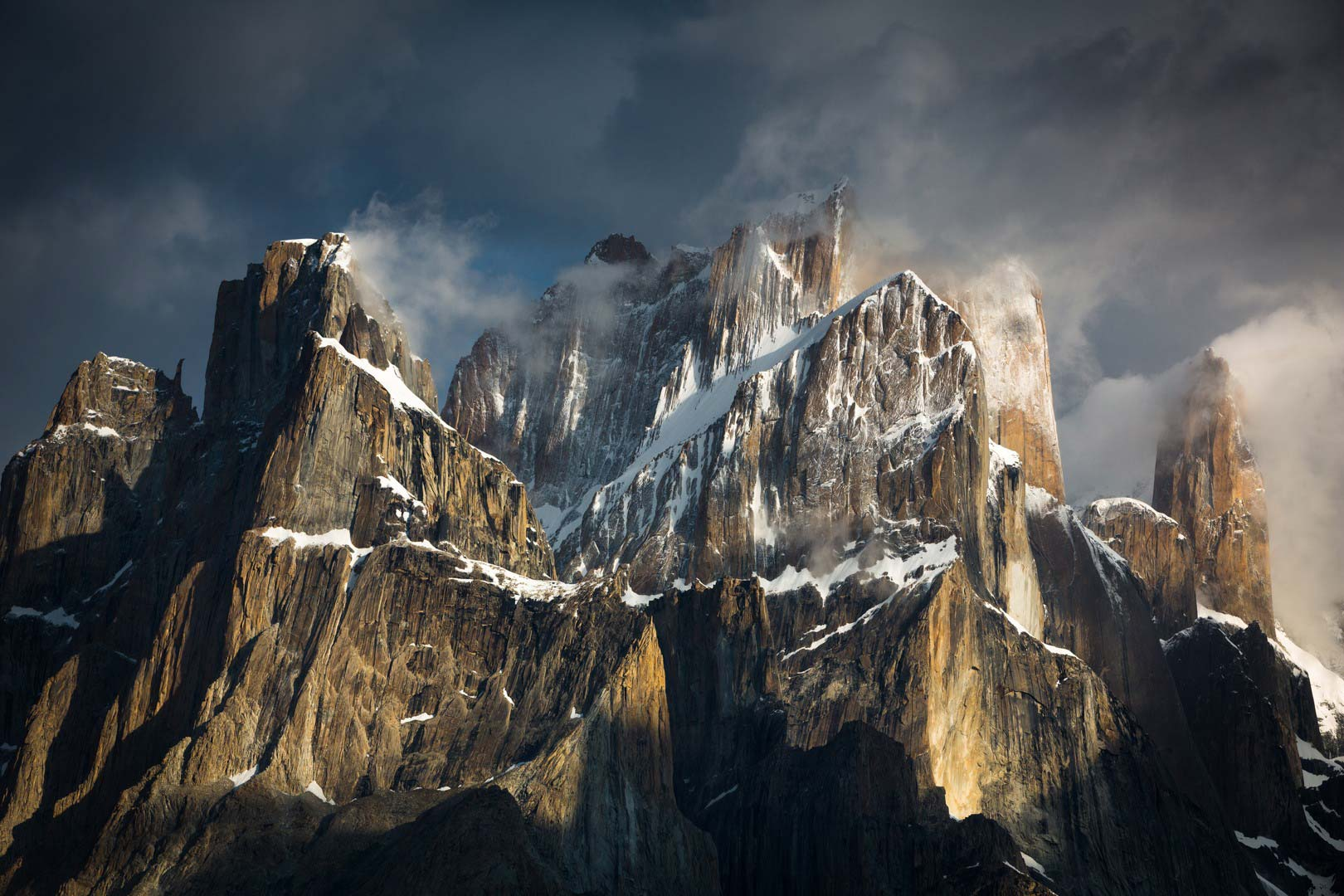
Torres Trango

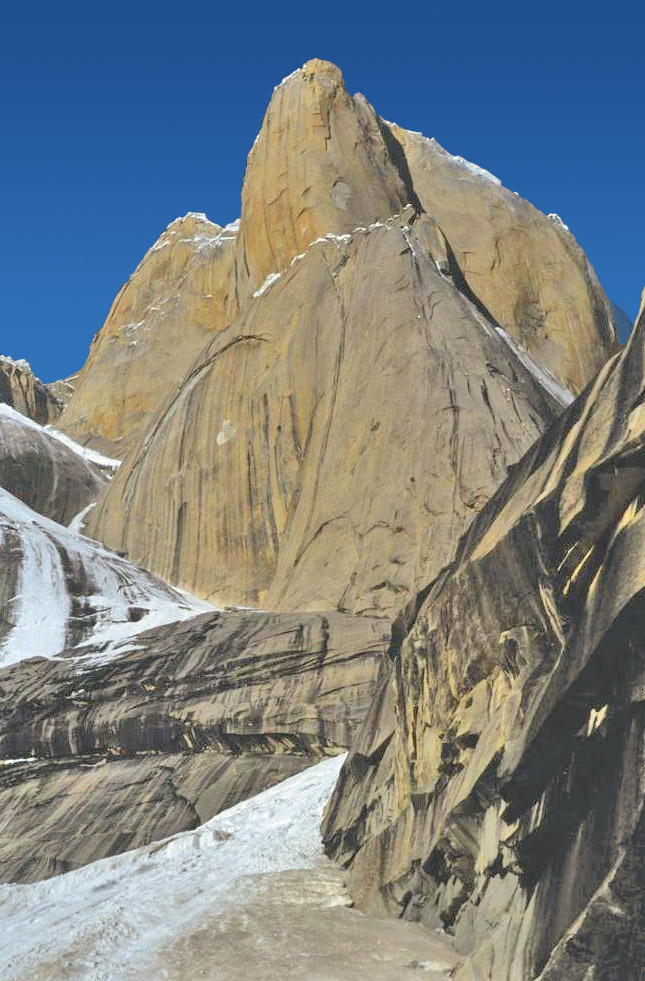
Gran Trango

En general, el grupo de las Torres Trango ha visto algunas de las escaladas más difíciles jamás logradas, debido a la combinación de la altitud, la altura total de las rutas y la inclinación de la roca. Todas las rutas son escaladas altamente técnicas.

### Gran Trango
El Gran Trango fue escalado por primera vez en 1977 por Galen Rowell, John Roskelley, Kim Schmitz, Jim Morrissey y Dennis Hennek por una ruta que comenzaba en el lado oeste (Glaciar Trango), y escalaba una combinación de rampas de hielo y barrancos con paredes de roca, terminando en la parte superior de la cara Sur.
Otra larga ruta alpina en el Gran Trango está en la cara Noroeste, y fue escalada en 1984 por Andy Selters y Scott Woolums. Esta es una larga escalada alpina técnica con una extensa escalada en roca y hielo.
Pared grande: La cara este del Gran Trango fue escalada por primera vez (por la cumbre Este) en 1984 por los noruegos Hans Christian Doseth y Finn Dæhli, quienes murieron en el descenso.
El primer ascenso y regreso con éxito de la cumbre Oriental fue en 1992, por Xaver Bongard y John Middendorf, a través del "Gran Viaje", una ruta paralela a la de los desafortunados noruegos, y la única ruta que se completó hasta los 1.340 m de la cabecera este-sureste. Estas dos subidas han sido llamadas "quizás las subidas más duras de la pared grande del mundo".

### Torre Trango (sin nombre)

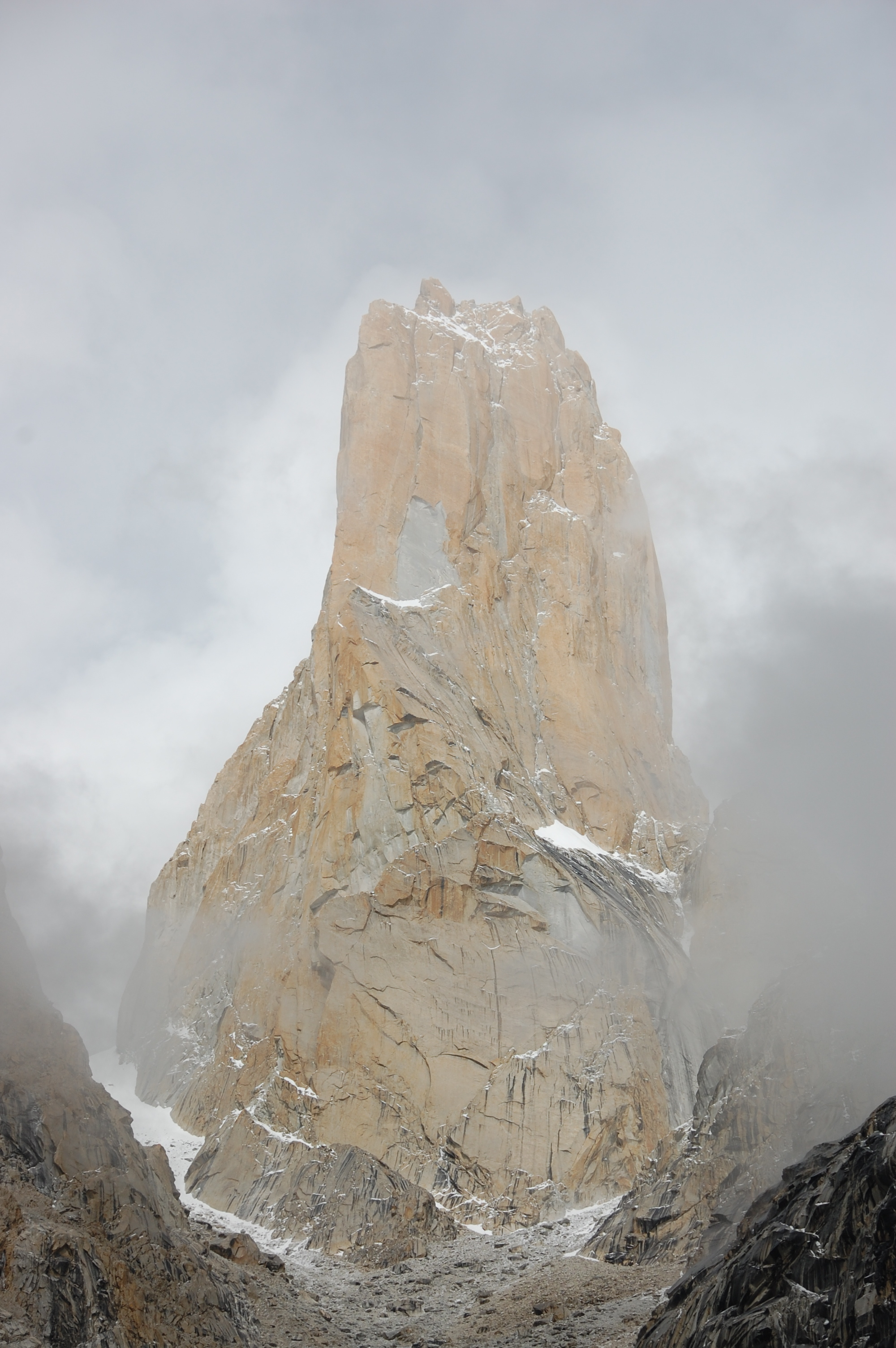
Torre Sin Nombre

La Torre Trango (sin nombre) fue escalada por primera vez en 1976 por el escalador británico Joe Brown, junto con Mo Anthoine, Martin Boysen y Malcolm Howells. Hay al menos ocho rutas separadas que llegan a la cumbre.
Después de varios intentos fallidos, la segunda y tercera ascensión se lograron en 1987, con la apertura de dos nuevas rutas: La Ruta Eslovena, más conocida como la Ruta Yugoslava, una ruta de grietas puras y limpias en la cara Sur-Sureste, por Slavko Cankar, Franc Knez y Bojan Šrot, y la Ruta de la Gran Diédrica Colgante, una espectacular y técnica ascensión en el pilar occidental, por el equipo suizo-francés Michel "Tchouky" Fauquet, Patrick Delale, Michel Piola y Stéphane Schaffter.
La primera ruta que usó líneas fijas para volver a una base cada noche en 1988, fue la Ruta Yugoslava del equipo alemán Kurt Albert, Wolfgang Güllich y Hartmut Munchenbach.
Otra ruta notable es la de la Eternal Flame (llamada así por una canción de Bangles), escalada por primera vez el 20 de septiembre de 1989 por Kurt Albert, Wolfgang Güllich, Milan Sykora y Christoph Stiegler. Esta ruta asciende por la cara Sudeste de la Torre, y fue escalada casi totalmente en escalada libre. Estas escaladas inauguraron una era de puras técnicas de escalada en roca y estética en picos de gran altitud.
La primera ascensión femenina, el 6 de septiembre de 1990, se realizó en estilo de escalada libre, de nuevo en la Ruta Yugoslava, por Catherine Destivelle (con Jeff Lowe, y David Breashears filmando).
En el verano de 2009, Franz Hinterbrandner, Mario Walder y Alexander y Thomas Huber hicieron la primera ascensión libre de la Llama Eterna.

### Otras cumbres
La cumbre occidental del Gran Trango y el Trango Pulpit  fueron escalados por primera vez en 1999. La cumbre Oeste fue escalada por dos equipos separados, uno americano y otro ruso, casi simultáneamente, por rutas paralelas. El equipo americano de Alex Lowe, Jared Ogden y Mark Synnott escaló una larga, audaz y muy técnica línea que llamaron "Mundos Paralelos". Reportaron dificultades hasta 5.11 y A4. El equipo ruso de Igor Potan'kin, Alexandr Odintsov, Ivan Samoilenko y Yuri Koshelenko escaló una ruta igualmente difícil (Eclissi) y se encontró con retos técnicos similares. Ambas escaladas fueron nominadas para el prestigioso premio Piolet d'or en 1999. La cara noreste del Trango Pulpit fue escalada por un equipo noruego ("Norwegian Direct", Robert Caspersen, Gunnar Karlsen, Per L. Skjerven y Einar Wold) testando un total de 38 días en la pared. El equipo informó de dificultades hasta el A4/5.11. La otra ruta sobre el Trango Pulpit  es la ruta VII 7-UIAA A2 (Southeast Ridge), más checa y menos eslovaca. Fue escalada por un equipo checoslovaco en 1999 compuesto por (Ivo Wondracek, Tomas Rinn, Pavel Weisser, Jaro Dutka y Michal Drasar).

### Salto BASE
El 26 de agosto de 1992, los australianos Nic Feteris y Glenn Singleman escalaron el Gran Trango y luego su compañera hizo el saltó BASE desde una elevación de 5.955 metros de la cara Noreste (al otro lado del pilar Noruego desde la pared de la cara Este de 1.340 metros), aterrizando en el lado Norte del Glaciar Dunge a una altitud de 4.200 metros. Esta fue la mayor elevación inicial para un salto BASE registrada. El récord mundial de altura inicial de un salto BASE lo tiene Valery Rozov para el salto desde un punto a 7.220 metros del Everest el 28 de mayo de 2013. Glenn Singleman y su compañera Heather Swan ya tenían el récord, por su salto desde 6 604 metros desde el Pico Meru en el norte de la India el 23 de mayo de 2006. El 10 de agosto de 2013 Andrey Lebedev y Vladimir Murzaev realizaron un salto BASE desde el mismo lugar que Feteris y Singleman con un bajo presupuesto y con poca fanfarria.

### Ascensos recientes
Algunas ascensiones más recientes en el Gran Trango se han centrado en las rutas más largas que se encuentran en los lados Oeste y Sur. En particular, en 2004 Josh Wharton y Kelly Cordes completaron una nueva ruta muy larga (2.256 metros) en la Dorsal Suroeste, o Dorsal de Azeem, hasta la cumbre Suroeste. Aunque no tan extremadamente técnica como las rutas de la cara Este, la escalada fue notable por el estilo extremadamente ligero y rápido (5 días) en el que se hizo.
Durante 7 días en agosto de 2005, dos escaladores eslovacos, Gabo Cmarik y Jozef Kopold, escalaron una nueva ruta, que denominaron Assalam Alaikum, a la derecha de la línea Wharton/Cordes en la cara Sur del Gran Trango. La subida comprendía alrededor de 90 pasos, hasta 5.11d A2. Utilizaron un estilo ligero similar al de Wharton y Cordes.
En el mismo mes, Samuel Johnson, Jonathon Clearwater y Jeremy Frimer hicieron el primer ascenso de la cresta Suroeste del Trango II, que llamaron Severance Ridge. La ruta implicó 1.600 m de escalada durante cinco días, con escalada en roca hasta 5,11 A2 y escalada en hielo y mixta hasta AI3 M5.
También en agosto de 2005, un equipo sudafricano, integrado por Peter Lazarus, Marianne Pretorius, James Pitman y Andreas Kiefer, subió a la cumbre por la ruta de Eslovenia. Pretorius fue la tercera mujer en alcanzar la cumbre.
Durante mayo/junio de 2008, la ruta noruega en la cara oriental del Gran Trango (1984) fue repetida por los cuatro escaladores noruegos Rolf Bae, Bjarte Bø, Sigurd Felde y Stein-Ivar Gravdal, que pasaron 27 días en la pared para alcanzar la cumbre, y tres días más para el descenso. Esta es, según se informa, la primera repetición de la ruta, y por lo tanto también el primer ascenso y regreso con éxito. Rolf Bae murió más tarde ese verano. Fue uno de los 11 escaladores que murieron en el desastre del K2 en 2008.
A mediados de agosto de 2009, Alexander y Thomas Huber lograron hacer un ascenso libre de la "Llama Eterna" en la Torre Sin Nombre, con la subida al grado francés 7c+.

## En la cultura popular
Las Torres Trango fueron mencionadas en la película de Hollywood de 2015 Point Break como una de las posibles ubicaciones para la realización de una prueba de los poli-atletas extremos como parte del desafío ''Ozaki 8'', una lista de ocho pruebas extremas para honrar las fuerzas de la naturaleza en su intento de alcanzar el Nirvana.